# Calvià

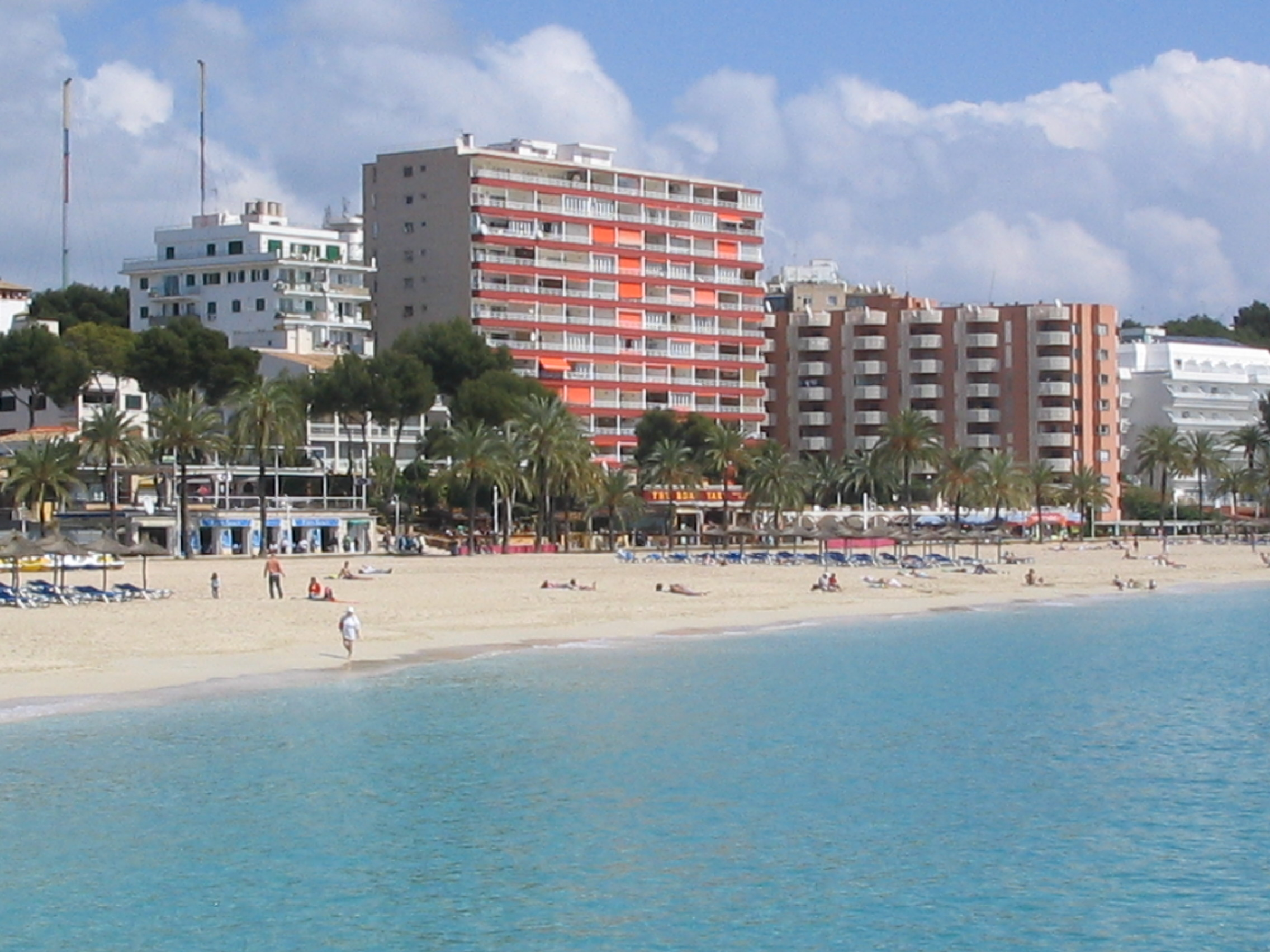
Bãi biển ở khu nghỉ dưỡng Magaluf

Calvià là một đô thị trên đảo Mallorca, thuộc quần đảo Baleares, Tây Ban Nha. Nối tiếp với ngoại ô của Palma, thủ phủ của cộng đồng tự trị quần đảo Baleares.
Các khu vực bên trong Magaluf (3.865), Santa Ponsa (8.188), El Toro (2.002), Paguera (3.400), Illetas (3.286), Portals Nous (2.395) và Palma Nova (5.975).